# Cataglyphis velox
Cataglyphis velox é uma espécie de inseto do gênero Cataglyphis, pertencente à família Formicidae.